# Mehri
Mehri ist eine semitische Sprache. Es gehört mit dem Dschibbali und dem Soqotri zur Gruppe der neusüdarabischen Sprachen, bei deren Erschließung noch heute erheblicher Arbeitsbedarf besteht.
Mehri wurde schon im vorislamischen Südarabien gesprochen. Nach der Islamisierung des arabischen Raumes konnte Mehri keine autochthone Schrifttradition ausbilden. Bis heute ist es schriftlos.

## Verteilung
Mehri wird im Jemen und Oman gesprochen sowie im Südosten Saudi-Arabiens, wo etwa 20.000 Sprecher leben. Es teilt sich in drei Dialektzonen:
1. den Dialekt des omanischen Hochlandes,
2. die beduinischen Dialekte im Jemen,
3. die Dialekte der Küstenorte im Jemen.

Mehri wird auch von vielen in Kuwait beschäftigten Arbeitskräften aus dem Süden der Arabischen Halbinsel gesprochen.

Geografische Verteilung Umfang verschiedenster südarabischer Sprachen

## Geschichte der Erforschung
Erste Sprachkenntnisse kamen durch Reisende, u. a. Heinrich von Maltzan (1873) und Wilhelm Hein (1901–1902), nach Europa, umfangreichere Sprachproben erbrachte eine Wiener Südarabien-Expedition der Jahre 1898/99, deren Materialien in den Jahren 1900–1920 publiziert und grammatisch ausgewertet wurden.
Ein Mehri-Wörterbuch ging aus den Forschungen von Thomas M. Johnstone hervor. Eine seit Anfang der 80er Jahre im Jemen tätige französische mission linguistique hat in vielen Einzeluntersuchungen wesentlich zum besseren Verständnis der neusüdarabischen Sprachen beigetragen, bislang aber keine größeren Textsammlungen vorgelegt.

## Grammatik
Die grammatischen Angaben beziehen sich auf den Dialekt des östlichen Jemen (Mahriyōt, nach Watson 2012), der geographisch und sprachlich eine zentrale Stellung einnimmt.

### Konsonanten
Das Mehri besitzt eine relativ große Anzahl von, teilweise ungewöhnlichen, Konsonanten:
|                          | Labiale | Dentale | Alveolare | Laterale | Palatale | Velare | Pharyngale | Glottale |
| ------------------------ | ------- | ------- | --------- | -------- | -------- | ------ | ---------- | -------- |
| stimmlose Plosive        |         |         | t         |          |          | k      |            | ʔ        |
| stimmhafte Plosive       | b       |         | d         |          | ǧ        | (g)    |            |          |
| glottalisierte Plosive   |         |         | ṭ         |          |          | ḳ      |            |          |
| stimmlose Frikative      | f       | θ       | s         | ɬ        | š        | x      | ḥ          | h        |
| stimmhafte Frikative     |         | ð       | z         |          |          | γ      | ʕ          |          |
| glottalisierte Frikative |         | θ̣       | ṣ         | ɬ̣        | ṣ̌        |        |            |          |
| Nasale                   | m       | n       |           |          |          |        |            |          |
| Sonoranten und Glides    | w       |         | r         | l        | y        |        |            |          |

Die lateralen Frikative werden für das Ursemitische rekonstruiert, aber nur im Mehri und den anderen neusüdarabischen Sprachen sind sie bis zum heutigen Tag erhalten.
Der glottalisierte laterale Spirant (ɬ̣) kann auch stimmhaft statt glottalisiert gesprochen werden.
Das im Oman gesprochene Mehri hat gewöhnlich g, wo das jemenitische Mehri ǧ hat. Im Jemen kommt g nur in Fremdwörtern vor.

### Vokale
Es sind drei Kurzvokale zu unterscheiden: a, i, u, wobei Kontraste zwischen i und u selten und in manchen Dialekten nicht vorhanden sind.
Dazu gibt es fünf Langvokale: ā, ē, ī, ō, ū.
Die Vokale a und ā tendieren zu einer vordervokalischen Aussprache (Richtung ε bzw. ε̄).
Die Langvokale stehen normalerweise nur in offenen Silben, am Wortende auch in einfach geschlossenen Silben. Wenn im Rahmen der Flexion die Silbenstruktur verändert wird, werden Langvokale daher vielfach gekürzt. Besonders wichtig ist, dass ō bei Kürzung zu a wird. Daher heißt es beispielsweise ɬōx „groß (mask.sg.)“, aber ɬaxt „groß (fem.sg.)“ (die Doppelkonsonanz am Wortende führt zur Vokalkürzung).

### Wortakzent
Der Wortakzent ist weitgehend vorhersagbar. Wenn die letzte Silbe entweder einen Langvokal oder einen Diphthong enthält oder doppelt geschlossen (aber nicht einfach geschlossen) ist, wird sie betont. Ansonsten wird die dem Wortende nächste Silbe, die entweder einen Langvokal oder Diphthong enthält oder geschlossen ist, betont. Es bestehen einige Ausnahmen von dieser Regel.

### Personalpronomen
Die Personalpronomina des Mehri treffen mehr Unterscheidungen als im Deutschen: Es gibt wie in anderen semitischen Sprachen einen Genusunterschied in der 2. und 3. Pers. Singular und Plural. Für den Bezug auf zwei Personen verwendet man spezielle Dualformen:
|                    | Personalpronomen | Possessivsuffixe |
| ------------------ | ---------------- | ---------------- |
| 1. sg. „ich“       | hōh              | -ī               |
| 2. sg. mask. „du“  | hēt              | -(a)k            |
| 2. sg. fem. „du“   | hīt              | -(a)š            |
| 3. sg. mask. „er“  | hēh              | -(a)h            |
| 3. sg. fem. „sie“  | sēh              | -(a)s            |
| 1. du. „wir beide“ | kīh              | -kī              |
| 2. du. „ihr beide“ | tīh              | -kī              |
| 3. du. „sie beide“ | hīh              | -hī              |
| 1. pl. „wir“       | nḥah             | -(a)n            |
| 2. pl. mask. „ihr“ | tām              | -kam             |
| 2. pl. fem. „ihr“  | tān              | -kan             |
| 3. pl. mask. „sie“ | hām              | -ham             |
| 3. pl. fem. „sie“  | sān              | -san             |

Pronomen und Suffixe entsprechen weitgehend denen der anderen semitischen Sprachen.

## Substantiv: Geschlecht
Substantive kennen zwei grammatische Geschlechter: Maskulinum und Femininum. Die meisten Feminina enden auf -t. Wenn von einem Stamm sowohl eine maskuline wie eine feminine Ableitung möglich ist, verändert sich beim Anhängen der Femininendung auch oft der Wortstamm phonetisch, insbesondere seine Vokale:
- γaǧǧān „Junge“ – γaǧǧanōt „Mädchen“
- ḥayr „Esel“ – ḥīrīt „Eselin“

Nicht gering ist aber auch die Zahl von Feminina ohne t-Endung. Folgende Substantive sind Feminina:
- ʕayn „Auge“
- tēθ „Frau“
- haytam „Himmel“
- lē „Kuh“
- farahayn „Pferd“
- ḥyōm „Sonne“
- nhōr „Tag“

### Plural
Der Plural wird ähnlich der Pluralbildung im Arabischen („gebrochener“ Plural statt Anhängung von Pluralendungen) durch inneren Ablaut gebildet und ist allgemein recht unregelmäßig. Einige Pluralformen zeigen ein Präfix ḥa-, wobei es sich um einen ursprünglichen bestimmten Artikel handelt, der heute nicht mehr abtrennbar ist:
Veränderte Silben- und Vokalstruktur:
- bayt „Haus“ – byōt „Häuser“
- bōb „Tür“ – ḥabwēbat „Türen“
- kōb „Hund“ – ḥaklēb „Hunde“
- lē „Kuh“ – lhaytan „Kühe“
- γayǧ „Mann“ – γyūǧ „Männer“
- ʕarḳayb „Maus“ – ʕarḳōb „Mäuse“
- sanbūḳ „Boot“ – snōbaḳ „Boote“

Unregelmäßige:
- tēθ „Frau“ – ḥaynāθ „Frauen“
- bnādam „Mensch“ – ḥabū „Menschen; Leute“

Ähnlich wie im Arabischen gibt es auch im Mehri einige Begriffe, die primär kollektive Bedeutung haben und von denen mittels einer Femininableitung ein Singulativ gebildet werden kann:
- dīǧar „Bohnen (kollektiv)“ – daǧrīt „(einzelne) Bohne“

### Dual
Mehri bildet von Substantiven auch einen Dual mittels der Endung -ī, der zusammen mit dem Zahlwort für „zwei“ steht. Dieses lautet θrōh (mask.) / θrayt (fem.). Es ist normalerweise nicht üblich, die Dualendung alleine ohne das Zahlwort zu verwenden:
- γayǧ „Mann“ – γayǧī θrōh „zwei Männer“
- tēθ „Frau“ –  tēθī θrayt „zwei Frauen“

### Artikel
Mehri besaß ursprünglich einen bestimmten Artikel, der sich jedoch im Abbau befindet. In den östlichen Dialekten (Oman) ist der Artikel am besten erhalten. Er besteht entweder in einem Präfix a- (z. B. bayt „Haus“, a-bayt „das Haus“) oder in einem Präfix ḥ- (z. B. brīt „Tochter“, ḥa-brīt „die Tochter“). Aber auch im Oman können viele Substantive nicht mehr mit dem Artikel verbunden werden. In den weiter westlich gelegenen Dialakten, u. a. dem Mahriyōt, wird der Artikel überhaupt nicht mehr gebraucht (bayt „ein Haus; das Haus“).

### Adjektiv
Adjektive werden nach Genus und Numerus flektiert und kongruieren mit ihrem Bezugswort. In den Dialekten, die einen bestimmten Artikel kennen, muss ein Adjektiv, das zu einem Substantiv mit bestimmten Artikel tritt, ebenfalls einen bestimmten Artikel haben (wie in den meisten se).
Die Flexion der Adjektive ist eher unregelmäßig. Die Form des fem.sg. endet auf -t. Der Plural zeigt gegenüber dem Singular normalerweise Ablaut (siehe oben den Plural der Substantive); der fem.pl. endet meist auf -tan. Einige Adjektive sind aber auch unveränderlich (siehe „kalt“ und „warm“ in der Tabelle). Beispiele:
|         | mask.sg. | fem.sg.  | mask.pl. | fem.pl.   |
| ------- | -------- | -------- | -------- | --------- |
| „groß“  | ɬōx      | ɬaxt     | ɬīyāx    | ɬīyaxtan  |
| „kalt“  | ɬ̣ābal    | ɬ̣ābal    | ɬ̣ābal    | ɬ̣ābal     |
| „krank“ | mrīɬ̣     | mrīɬ̣at   | marwōɬ̣   | marwaɬ̣tan |
| „neu“   | ḥaydān   | ḥaydīnat | ḥaydōn   | ḥaydantan |
| „warm“  | ǧōnī     | ǧōnī     | ǧōnī     | ǧōnī      |
| „weiß“  | lbōn     | labnīt   | lēban    | lēban     |

Gelegentlich werden Komparative mit dem Präfix a- gebildet, die den Komparativen des Arabischen ähneln und vermutlich hieraus entlehnt sind. Eine derartige Form ist axayr „besser“. Doch werden Vergleichssätze problemlos mit der einfachen Form des Adjektivs gebildet (wie etwa im Althebräischen):
laftīn ɬōx man nūmīl
schwarze-Ameise groß von rote-Ameise
„die schwarze Ameise ist größer als die rote Ameise“.
Attributiv verwendete Adjektive stehen hinter ihrem Bezugswort:
- bayt ǧōnī „ein warmes Zimmer“

Da Adjektive keinen Dual bilden, stehen sie nach dualischen Substantiven im Plural (Reihenfolge: Substantiv – „zwei“ – Adjektiv).

### Verb: Personalformen
Das Verb wird in den meisten semitischen Sprachen im Perfekt mit Suffixen, im Imperfekt mit Prä- und Suffixen konjugiert. Durch das Vorhandensein von Dualformen und einer weitgehenden Genusunterscheidung in der 2. und 3. Person erscheinen die Formen im Vergleich zum Deutschen zahlreich. Hier exemplarisch die Konjugation von„schreiben“:
|            | Perfekt  | Imperfekt  |
| ---------- | -------- | ---------- |
| 1.sg.      | katabk   | akōtab     |
| 2.sg.mask. | katabk   | takōtab    |
| 2.sg.fem.  | katabš   | takītab    |
| 3.sg.mask. | katōb    | yakōtab    |
| 3.sg.fem.  | katabōt  | takōtab    |
| 1.du.      | katabkī  | (n)akatbōh |
| 2.du.      | katabkī  | takatbōh   |
| 3.du.mask. | katabōh  | yakatbōh   |
| 3.du.fem.  | katabtōh | yakatbōh   |
| 1.pl.      | katōban  | nakōtab    |
| 2.pl.mask. | katabkam | takatbam   |
| 2.pl.fem.  | katabkan | takatban   |
| 3.pl.mask. | katōbam  | yakatbam   |
| 3.pl.fem.  | katōb    | takatban   |

Bemerkenswert ist der Vokalablaut in der 2. Pers. sg. fem. des Imperfekts. In bestimmten anderen Stammtypen tritt hier die Endung -ī an.
Insbesondere die Präfixe des Imperfekts sind unverkennbar die gleichen wie in den meisten semitischen Sprachen.

### Grundstamm
Im sogenannten Grundstamm, der dann in der oben dargelegte Weise mit Präfixen und Suffixen konjugiert werden kann, ist das häufigste Vokalisationsmuster CaCōC wie bei katōb „er schrieb“ (C steht hier für einen Konsonanten, die Wortwurzeln bestehen meist aus drei Konsonanten, daher hier und im Folgenden CCC). Daneben kommen aber auch andere Vokalisationsmuster vor wie CīCaC (z. B. lības „er kleidete sich“, besonders bei intransitiven Verben), CCāC (z. B. ɬ̣ ḥāk „er lachte“, besonders bei Verben mit Guttural als 2. Konsonanten), CūCaC (z. B. nūkaʕ „er kam“, besonders bei Verben mit Guttural als 3. Konsonanten), CuCC (z. B. futḥ „er öffnete“, bei einigen Verben, die sowohl einen Guttural als auch f enthalten) oder CCūh ~ CCuh (z. B. bkūh ~ bkuh „er weinte“).
Bei Stämmen mit Langvokal in der ersten Silbe erhalten die Personalendungen der 1./2. Pers. des Perfekts ein -a- und der Stammvokal wird gekürzt: nūkaʕ „er kam“ – nukʕak „ich kam“.

### Abgeleitete Stämme
Ähnlich wie im Arabischen lassen sich von vielen Verben abgeleitete Stämme bilden. So drückt der h-Stamm ein Kausativum aus: Zum Verb ɬīnī „er sah“ bildet man den h-Stamm haɬnūh „er zeigte“ (Imperfekt yahaɬnūh).